# Foglie morte
Foglie morte è il primo romanzo pubblicato dallo scrittore colombiano Gabriel García Márquez.
Il titolo originale dell'opera, La hojarasca, è una metafora per indicare un'epoca della storia di Macondo, l'immaginaria cittadina della Colombia caraibica in cui sono ambientate le sue opere più famose; si tratta del periodo della Compagnia Bananiera, l'apice della fortuna economica di questo angolo di mondo, quando si rovesciò sul posto ogni genere di rifiuto umano: un mulinello di foglie secche che è il destino di emarginazione dell'intera America Latina.

## Trama
Il romanzo è raccontato da tre punti di vista alternati: la trentenne Isabel, suo figlio di nove anni e suo padre, ex colonnello dell'esercito liberale durante la guerra dei mille giorni. La vicenda ha luogo in una sola giornata, il 12 settembre 1928, quando viene scoperto il corpo senza vita di un medico del quale nessuno conosce il nome, che si è impiccato nella casa dove da anni conduce una vita da eremita. A Macondo tutti lo detestano da quando dieci anni prima si rifiutò di prestare soccorso ai feriti della repressione contro i moti popolari; da quel momento vive circondato dall'odio generale, che non si attenua neppure di fronte alla morte.
Il vecchio colonnello decide però di organizzare il funerale, e obbliga la figlia Isabel e quindi il nipotino a accompagnarlo. È la prima volta che il bambino vede un morto, e segue con interesse la chiusura del corpo nella cassa di legno.
Il dottore era arrivato in paese lo stesso giorno del 1903, il 12 settembre, con una lettera di presentazione del colonnello Aureliano Buendía, compagno d'armi del nonno.  Adelaida, la matrigna di Isabel, ingannata dal suo aspetto marziale, credé si trattasse del generale Rafael Uribe Uribe, uno dei comandanti liberali recentemente sconfitti. Da quel momento il dottore si era nutrito solo di erba, “di quella che mangiano gli asini”.
Qualche tempo dopo il suo arrivo la domestica di casa, l'india Meme, diventò la sua amante e andò a vivere con lui come concubina nella casa all'angolo della via; ma al momento del suicidio del dottore sono più di dieci anni che Isabel non vede più Meme. Fu l'india a raccontarle gli ultimi giorni di sua madre, morta nell'atto di darla alla luce. Era il 1898, l'anno di fondazione di Macondo: una quantità di profughi della guerra civile vagava per la selva alla ricerca di un posto dove stabilirsi; sua madre era incinta di sei mesi, e rimase i tre successivi seduta nella veranda della casa appena costruita dal marito, così spossata da aspettare solo di dare la vita alla creatura che portava in grembo prima di esalare l'ultimo respiro.
L'arrivo del dottore a Macondo, allora una semplice strada fiancheggiata di case che conduceva dal fiume al cimitero,  coincise con l'arrivo del nuovo parroco, nel quale gli abitanti più anziani riconobbero subito uno dei ragazzini un tempo più scalmanati, conosciuto con il diminutivo di Cucciolo, partito per studiare in seminario e tornato con l'abito talare. Anche lui aveva combattuto nell'esercito insurrezionale con il grado di colonnello.
Il dottore mangiò alla tavola del colonnello per otto anni, mettendo da parte i proventi della sua professione finché lasciò la stanza per andare a vivere con Meme. Con i soldi risparmiati le aprì un negozio di spezie che visse una stagione felice negli anni in cui la Compagnia Bananiera portò un benessere effimero. Per qualche anno Macondo si trasformò da sonnolento villaggio nella selva a cittadina, arrivarono il lavoro e nuova popolazione, ma al momento di andarsene dopo avere sfruttato la zona, la Compagnia lasciò solo la feccia, il “frascame”.
Quando Meme scomparve il sospetto ricadde sul dottore. Le autorità scavarono nell'orto alla ricerca del cadavere sepolto, inutilmente; il medico confessò poi al padrone di casa che la sua concubina si era semplicemente stancata di rimanere reclusa e se n'era andata. Ma il risentimento degli abitanti di Macondo montò contro lo straniero, e raggiunse il culmine quando, durante i disordini in occasione delle elezioni (i giorni della Compagnia erano finiti), il medico rifiutò di aprire la porta per prestare soccorso alle vittime della repressione. Il Cucciolo era intervenuto a fermare la folla radunata per linciarlo, ma da quel momento il dottore era stato escluso dalla vita comune.
Uscì dal suo isolamento solo una volta, tre anni prima del suicidio, quando il colonnello cadde malato. Si presentò al suo capezzale e riuscì a strapparlo alla morte, ma si fece promettere che quando sarebbe stato il suo turno avrebbe sparso un pugno di terra sul suo cadavere.
È per questo che adesso il nonno vuole onorare quell'impegno, anche contro l'ostilità della città intera. Ottiene finalmente dal sindaco il permesso del funerale, e i suoi uomini inchiodano la bara per trasportare il feretro al cimitero. Il romanzo si conclude con il punto di vista del bambino, che vede la luce irrompere dopo anni e anni nella stanza sigillata e piena di polvere dove si era autoesiliato il dottore.

## Critica
La scrittura del primo romanzo di Gabriel García Márquez inizia verso giugno 1950 e continua fino all'anno successivo, mentre l'autore abita in forti ristrettezze economiche in calle del Crimen a Barranquilla, nella regione costiera atlantica della Colombia; quando non ha i soldi per pagare la pigione dell'albergo a ore dove alloggia, lascia in pegno al portiere il manoscritto del romanzo.
La lunga gestazione passa attraverso la pubblicazione di più “appunti per un romanzo”: innanzitutto La casa de los Buendía 
(Crónica n. 6, Barranquilla, 3 giugno 1950; infatti per lungo tempo il titolo di lavorazione dell'opera rimane La casa); poi La hija del coronel (El Heraldo n. 23, Barranquilla giugno 1950) e El regreso de Meme (El Heraldo n. 22, Barranquilla novembre 1950). Intenzionato a cambiare quel La casa perché ormai il romanzo si è evoluto in altre direzioni, l'autore annota su un quaderno ipotesi di titoli a mano a mano che gli vengono in mente fino a totalizzarne una cinquantina, decidendo poi definitivamente per la parola con cui sua nonna Tranquilina aveva battezzato la calca arrivata a Aracataca con la United Fruit: hojarasca, cioè pacciame, (nella traduzione di Angelo Morino, “frascame”).
La citazione in prima pagina rimanda all'Antigone di Sofocle, perché uno dei conoscenti ai quali fa leggere il manoscritto ravvisò analogie con quel mito: il cadavere del fratello lasciato insepolto per ordine del re rimanda all'Edipo a Colono che García Márquez si affretta a rileggere; dopo di che attenua alcuni aspetti del manoscritto senza riuscire a ottenere un distacco completo, per cui decide di inserire la citazione. Il gioco di punti di vista alternati invece non può che rimandare al principale riferimento letterario dell'autore in quel periodo, cioè il William Faulkner di Mentre morivo.
Il lavoro sul romanzo continua anche dopo il trasferimento dell'autore a Cartagena de Indias. Sembra finalmente profilarsi, anche grazie all'interessamento dello scrittore Álvaro Mutis, la possibilità di pubblicare il testo presso la prestigiosa casa editrice Losada di Buenos Aires, ma in dattiloscritto viene rifiutato; per fortuna un amico ne ha fatto una copia perché l'originale non sarà mai restituito.
Dopo questa delusione l'autore compie un'opera di profonda riscrittura; intenzionato a mantenere la lunghezza dei capitoli programmata, e accortosi di avere almeno 40 pagine in esubero, taglia un dialogo superfluo tra il nonno e il colonnello Buendía, e inoltre un lungo frammento che diventerà un racconto autonomo intitolato Monologo di Isabel mentre vede piovere su Macondo che chiude la seconda antologia di García Márquez, Occhi di cane azzurro. Il brano potrebbe in origine essere stato contenuto all'interno dell'attuale capitolo 8, dopo i cenni al matrimonio di Isabel e il preannuncio dell'arrivo dell'inverno. Altri dettagli di Foglie morte torneranno in scritti successivi, per esempio le pasquinate anonime in La mala ora e la citazione del duca di Marlborough in Cent'anni di solitudine.
La pubblicazione del romanzo diventa finalmente realtà nel 1955 per una casa editrice di nuova fondazione; il librò va in stampa senza un contratto. Cinque mesi più tardi García Márquez riceve una chiamata dalla tipografia: il materiale è pronto e rilegato ma si è persa qualsiasi traccia dell'editore, che non sarà più reperito; grazie a El Espectador, il giornale di Bogotá per il quale lavora a quel tempo, García Márquez ottiene che la tipografia distribuisca direttamente il volume alle librerie, ma la maggior parte rimane invenduta in magazzino.
La Compagnia Bananiera di cui si parla di sfuggita come responsabile della hojarasca è la United Fruit Company che sfruttò una vastissima area a partire dal 1910 nel retroterra di Santa Marta, e che abbandonerà la zona al suo destino nel 1918 senza pagare alcun compenso allo Stato colombiano.

## Edizioni
- Gabriel García Márquez, Foglie morte, traduzione di Angelo Morino, Mondadori, 1982,  p. 163, ISBN 978-88-04-45098-6.